# Гавриловское сельское поселение (Калининградская область)
Гаври́ловское се́льское поселе́ние — бывшее муниципальное образование в составе Озёрского района Калининградской области России. Административный центр поселения — посёлок Яблоновка.

## География
Поселение было расположено в восточной части района. На юге проходит граница между Россией и Польшей.

## История
Гавриловское сельское поселение образовано 30 июня 2008 года в соответствии с Законом Калининградской области № 259, в его состав вошла территория бывшего Гавриловского сельского округа и части Багратионовского сельского округа.
Упразднено в 2014 году с преобразованием Озёрского района в Озёрский городской округ.

## Население
| 2002 | 2010  | 2012  | 2013  | 2014  |
| ---- | ----- | ----- | ----- | ----- |
| 1646 | ↗2907 | ↘2887 | ↘2789 | ↘2706 |

## Состав сельского поселения
В состав сельского поселения входят 30 населённых пунктов
- Багратионово (посёлок) — 296[4]
- Борок (посёлок) — 78[4]
- Валдайское (посёлок) — 9[4]
- Гаврилово (посёлок) — 385[4]
- Дубрава (посёлок) — 95[4]
- Жучково (посёлок) — 74[4]
- Кадымка (посёлок) — 183[4]
- Камаричи (посёлок) — 31[4]
- Карамышево (посёлок) — 489[4]
- Кольцово (посёлок) — 14[4]
- Красный Бор (посёлок) — 0[4]
- Кругловка (посёлок) — 45[4]
- Кутузово (посёлок) — 54[4]
- Ново-Славянское (посёлок) — 55[4]
- Осипенко (посёлок) — 19[4]
- Плавни (посёлок) — 89[4]
- Поречье (посёлок) — 0[4]
- Порховское (посёлок) — 15[4]
- Прудное (посёлок) — 25[4]
- Псковское (посёлок) — 2[4]
- Псковское (посёлок) — 167[4]
- Резниково (посёлок) — 75[4]
- Ручейки (посёлок) — 26[4]
- Рязанское (посёлок) — 69[4]
- Славкино (посёлок) — 59[4]
- Смирново (посёлок) — 51[4]
- Солнечное (посёлок) — 44[4]
- Суворовка (посёлок) — 260[4]
- Шилово (посёлок) — 11[4]
- Яблоновка (посёлок, административный центр) — 182[4]